# Peter Pilz

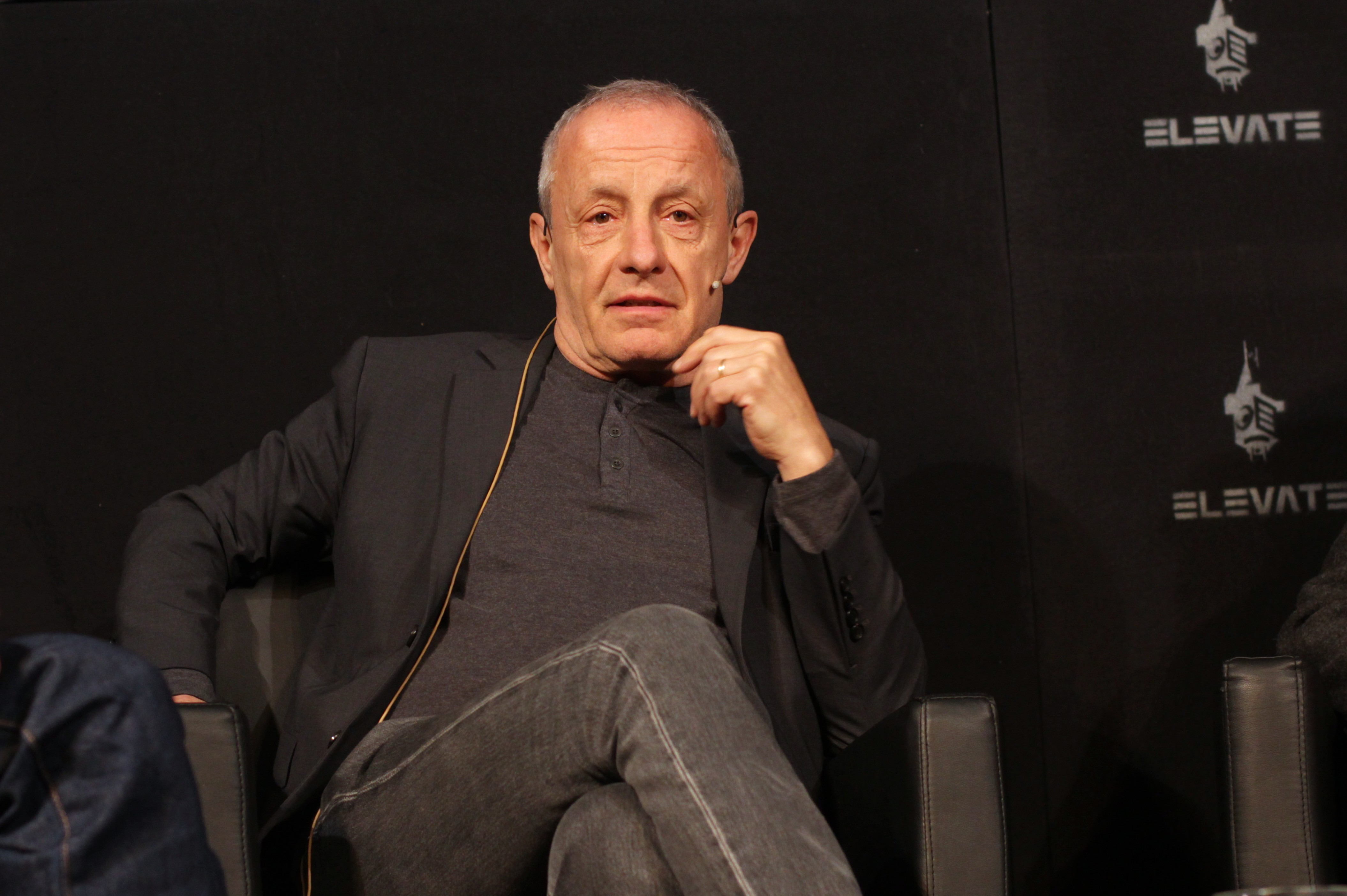
Peter Pilz (2019)

Peter Pilz (* 22. Jänner 1954 in Kapfenberg, Steiermark) ist ein österreichischer Autor, Journalist und ehemaliger Politiker (JETZT, zuvor Liste Peter Pilz, davor Die Grünen).
Von Juni 2018 bis Oktober 2019 war er Abgeordneter zum Nationalrat, dem er zuvor von 1986 bis 1991 und von 1999 bis November 2017 angehört hatte. Bei der Wahl am 29. September 2019 verpasste er mit seiner Liste JETZT den Wiedereinzug in das Parlament. Von 1991 bis 1999 war er Abgeordneter zum Wiener Landtag und Mitglied des Wiener Gemeinderates. Von Juli 2017 bis August 2018 war er Parteivorsitzender der Liste Pilz, danach fungierte er als stellvertretender Vorsitzender sowie als Mitglied des Vorstandes der Parteienakademie seiner Liste.

## Leben und Beruf
Peter Pilz studierte von 1973 bis 1979 Volkswirtschaft und Politikwissenschaft an der Universität Wien. 1983 wurde er zum Dr. rer. soc. oec. promoviert. Sein Doktorvater war Alexander Van der Bellen, späterer Bundespräsident der Republik Österreich.
Nach Ableisten des Zivildiensts war er zunächst als freier Autor und Sozialwissenschaftler tätig. Nach ersten Tätigkeiten in der akademischen Lehre entschied er sich für die politische Laufbahn.
Peter Pilz ist seit 1984 mit seiner Frau Gudrun, einer promovierten Germanistin, verheiratet. Er wohnt seit 1972 im Goethehof, einem Gemeindebau in Wien-Kagran.
Er ist außerdem in der Band Prinz Pezi und die Staatssekretäre aktiv und gründete mit Titus Vadon, früher Schlagzeuger von Russkaja, unter den Namen Old Pezihand und Trapper Gert die Band Lasso-Brüder.
Im Sommer 2019 wurde das Onlinemedium zackzack.at aus Mitteln der Parteiakademie der Liste JETZT gegründet. Seit Ende 2019 fungiert Pilz als dessen Herausgeber.

## Politische Tätigkeit
Peter Pilz war während seiner Studentenzeit Mitglied der trotzkistischen Gruppe Revolutionäre Marxisten und ist Gründungsmitglied der österreichischen Grünen. Nach der Nationalratswahl 1986 zog Pilz für die Grüne Alternative ins österreichische Parlament ein. Von 1986 bis 1991 war er unter anderem Mitglied des österreichischen Landesverteidigungsrates.
1988 erlangte Pilz große öffentliche Aufmerksamkeit als Aufdecker im parlamentarischen Untersuchungsausschuss zur Lucona-Affäre und zum Noricum-Skandal.
1991 legte er sein Nationalratsmandat zurück und zog als Spitzenkandidat der Grünen in den Wiener Landtag ein, wo er bis 1997 Klubobmann der grünen Fraktion im Wiener Rathaus war. Von 1992 bis 1994 war er auch Bundessprecher der grünen Partei. Im Wahlkampf 1999 startete Pilz eine Vorzugsstimmen-Initiative, die ihm rund zehntausend Stimmen einbrachte. Aufgrund des guten Ergebnisses der Grünen bei der Nationalratswahl 1999 – 7,1 Prozent – zog Pilz wieder ins Parlament ein.
Ab April 1998 war Pilz an der Aufdeckung und Aufarbeitung des österreichischen „Baukartells“ beteiligt. Im Zusammenhang mit dieser Affäre wurde er von der Baufirma Teerag-Asdag auf hundert Millionen Schilling verklagt. Die Klage gegen ihn war erfolglos, die Manager der Firmen sind rechtskräftig verurteilt.
Von November 2006 bis Juli 2007 war Pilz Vorsitzender des parlamentarischen Untersuchungsausschusses hinsichtlich der Beschaffung von Kampfflugzeugen, umgangssprachlich auch Eurofighter-Untersuchungsausschuss genannt.
Im Dezember 2010 kündigte Pilz an, einen Verein „Freiheit“ sowie eine „Freiheit GmbH“ gründen zu wollen, um damit Initiativen wie WikiLeaks zu unterstützen.
Nach seinem Scheitern bei der Listenwahl um Platz vier gegen Julian Schmid kündigte Peter Pilz Ende Juni 2017 zunächst seinen Rückzug aus dem Nationalrat an.
Am 17. Juli trat er aus dem Parlamentsklub der Grünen aus. Am 25. Juli gab Peter Pilz bekannt, mit der Liste Peter Pilz zur Nationalratswahl 2017 anzutreten, und veröffentlichte im Zuge dessen das Buch Heimat Österreich: Ein Aufruf zur Selbstverteidigung. Die Liste Peter Pilz schaffte mit 4,4 Prozent und acht Mandaten den Einzug in den Nationalrat. Die Grünen erlitten massive Verluste und verpassten mit 3,8 Prozent knapp die 4-Prozent-Hürde für den Wiedereinzug in den Nationalrat. Der Klubobmann der Grünen, Albert Steinhauser, meinte dazu: „Hätten wir den Peter Pilz auf Platz vier gewählt, dann wären die Grünen jetzt mit Sicherheit im Nationalrat.“
Im Juli 2024 erhob die Staatsanwaltschaft Wien Anklage gegen Pilz. Ihm wurde vorgeworfen, im Jahr 2000 und 2008 durch die Veröffentlichung von Informationen aus Disziplinarverfahren gegen das Beamtendienstrecht verstoßen zu haben. Ein weiterer Vorwurf betrifft eine Aussage über das Bundesamt für Fremdenwesen und Asyl (BFA), dem Pilz einen „amtlichen Mordversuch“ vorwarf. Im Oktober 2024 wurde er in erster Instanz wegen der Veröffentlichung von Informationen aus Disziplinarverfahren zu einer Geldstrafe in Höhe von 3600 Euro (2400 Euro bedingt) verurteilt. Vom Vorwurf der üblen Nachrede wurde er freigesprochen.

### Vorübergehender Rückzug aus dem Nationalrat
Im November 2017 publizierten die Tageszeitung Die Presse und das Wochenmagazin Profil Vorwürfe einer ungenannten Mitarbeiterin im Parlamentsklub der Grünen aus dem Jahr 2015 gegen Peter Pilz wegen angeblicher sexueller Belästigung. In der Folge wurde Pilz von der Wochenzeitung Falter mit dem weiteren Vorwurf konfrontiert, er habe im Jahr 2013 während des Europäischen Forums Alpbach eine Mitarbeiterin der Europäischen Volkspartei begrapscht.
Pilz erklärte daraufhin in einer Pressekonferenz seinen Verzicht auf das Nationalratsmandat, den er später noch einmal bestätigte. Die Vorwürfe der ehemaligen Mitarbeiterin seien aber „freie Erfindung“ und erst entstanden, nachdem ihr ein Karrieresprung verweigert worden sei. An den Vorfall in Alpbach könne er sich nicht erinnern, aber er würde sein Mandat im Nationalrat wegen dieses Vorwurfs nicht annehmen.
Zwei Tage später erklärte er dem ORF: „Ich habe in meinem ganzen Leben noch nie eine Frau sexuell belästigt.“ Mitarbeiter seiner Liste vermuteten Intrigen der politischen Mitbewerber. Pilz kündigte an, gegen die Vorwürfe gerichtlich vorgehen zu wollen und die von ihm gegründete Liste weiterhin zu unterstützen. In Folge der Veröffentlichungen meldeten sich weitere Frauen, die sich von Pilz in der Vergangenheit sexuell belästigt gefühlt haben.
Sein Mandat übernahm die Umweltaktivistin und Projektmanagerin Martha Bißmann.
Am 14. Jänner 2018 gab Peter Kolba, Klubobmann der Liste Peter Pilz im Nationalrat, bekannt, dass Pilz wieder als Abgeordneter in den Nationalrat zurückkehren werde. Der Zeitpunkt und, wer zu seinen Gunsten auf sein Mandat verzichten wird, wurde zunächst offen gelassen. Nach der Zurücklegung seines Mandats durch Peter Kolba und Verzicht von Maria Stern zog Pilz wieder in den Nationalrat ein. Diese Rückkehr wurde von einigen Parteien wie der SPÖ, der FPÖ und den NEOS scharf kritisiert.
Pilz habe „nichts im Hohen Haus zu suchen“, meinte etwa NEOS-Parteichef Matthias Strolz. Die Vorwürfe sexueller Belästigung gegen Frauen seien „nicht ansatzweise aufgeklärt“, so SPÖ-Frauengeschäftsführerin Andrea Brunner.
Am 22. Mai 2018 wurden die Ermittlungen gegen Pilz wegen sexueller Belästigung von der Staatsanwaltschaft Innsbruck wegen mangelnder Erteilung der Ermächtigung zur Strafverfolgung durch die betroffenen Frauen beziehungsweise Verjährung eingestellt.

### Ausscheiden aus der Politik
Bei der Nationalratswahl 2019 verpasste JETZT – Liste Pilz mit 1,87 Prozent den Einzug in den Nationalrat, wodurch auch Peter Pilz sein Mandat verlor. Er verkündete, dass er fortan ehrenamtlich als Herausgeber des von JETZT gegründeten Online-Magazins zackzack tätig sein werde.

## Politische Positionen
1997 kritisierte Pilz Regierung und Justiz, weil diese 1989, nach der Ermordung dreier kurdisch-iranischer Oppositioneller, Tatverdächtige unter Polizeischutz ausreisen hatten lassen, um politische Spannungen zu vermeiden. Verwickelt in den Mordanschlag soll auch der von 2005 bis 2013 amtierende Präsident des Iran, Mahmud Ahmadinedschad, gewesen sein.
Im Kontext der Proteste in der Türkei 2013 sagte Pilz im Hinblick auf demonstrierende türkische Erdoğan-Anhänger in Wien, dass bei der Verleihung der österreichischen Staatsbürgerschaft an türkische Immigranten deren politische Einstellung zu prüfen sei. Im Februar 2017 erklärte Pilz, dass türkische staatliche Agenten Exil-Türken, auch in Europa, bis ins Privatleben hinein bespitzeln und dadurch zu Verhaftungen in der Türkei beitragen würden.
Pilz vertrat im Gegensatz zu seiner damaligen politischen Partei, den Grünen, oft eine restriktivere Integrationspolitik und scheiterte mit der Forderung, die Partei linkspopulistischer auszurichten.

## Schriften
- Die Panzermacher. Die österreichische Rüstungsindustrie und ihre Exporte. Verlag für Gesellschaftskritik, Wien 1982, ISBN 3-900351-10-4.
- Ökonomische Bedeutung der Einführung neuer Medien in Österreich. Dissertation. Wien 1983.
- Land über Bord. Kein Roman. Verlag für Gesellschaftskritik, Wien 1989, ISBN 3-85115-114-3.
- Eskorte nach Teheran. Der österreichische Rechtsstaat und die Kurdenmorde. Ibera-und-Molden, Wien 1997, ISBN 3-900436-57-6.
- Das Kartell. Czernin, Wien 1999, ISBN 3-7076-0004-1.
- Die Vierte Republik. Der Weg zur Reformmehrheit. Czernin, Wien 2000, ISBN 3-7076-0021-1.
- Mit Gott gegen alle. Amerikas Kampf um die Weltherrschaft. DVA, München 2003, ISBN 3-421-05758-3.
- Die Republik der Kavaliere. Czernin, Wien 2006, ISBN 978-3-7076-0220-3.
- Heimat Österreich. Ein Aufruf zur Selbstverteidigung. Ueberreuter, Wien 2017, ISBN 978-3-8000-7691-8.
- Kurz: Ein Regime. Kremayr & Scheriau, Wien 2021, ISBN 978-3-218-01257-7.
- Ostblock – Putin, Kickl und ihre ÖVP. Zack Media GmbH, Wien 2024, ISBN 978-3-9505563-1-5.
- Pilnacek – Der Tod des Sektionschefs. Zack Media GmbH, Wien 2025, ISBN 978-3-9505563-2-2.